# Holotrichia glabriclypeata
Holotrichia glabriclypeata är en skalbaggsart som beskrevs av Brenske 1892. Holotrichia glabriclypeata ingår i släktet Holotrichia och familjen Melolonthidae. Inga underarter finns listade i Catalogue of Life.